# 伊瑪·勒魯
伊瑪·勒魯（法語：Yvon Le Roux，1960年4月19日—），是一名前法國職業足球員，在場上司職中堅。
伊瑪·勒魯出生於菲尼斯泰爾省普盧沃恩。他在80年代為法國國家足球隊上陣28場，並射入一球。伊瑪·勒魯為法國國家隊出戰1984年歐洲國家盃決賽週，為國家奪得冠軍；1985年再為法國奪得南美洲－歐洲冠軍盃冠軍，其後再出戰1986年世界盃，其奪得季軍。

## 生平
伊瑪·勒魯在布雷斯特的比斯特足球會接受訓練，在1980年代初期伴隨著比斯特的高水平表現。他在1981年在那裡贏得法乙聯賽冠軍，並迅速確立自己在法國頂尖球員中無可爭議的地位。1983年，他獲得認可，因此這位新法國國腳與法甲著名球會摩納哥簽約，為摩納哥贏得法國盃，並在法國隊中確立自己的位置。他甚至成為出戰1984年歐洲國家盃冠軍隊中的一員，他在首場比賽、準決賽和決賽上陣，在決賽對西班牙期間他被球證出示紅牌罰出場，幸好法國仍然以2-0擊敗西班牙奪冠。
1985年，伊瑪·勒魯轉會回到家鄉布列塔尼附近的南特足球會。法國和1/4歐洲聯盟杯決賽入圍者在加那利群島的第一個賽季，他自然而然地入選出戰1986年世界盃的法國國家足球，但在以1-0擊敗加拿大的首場比賽中被罰停賽，他其餘的比賽被其他球員取代，只參加季軍爭奪戰的比賽，對陣比利時以4-2 獲勝。1987年，他與馬賽簽約，貝爾納·塔皮當時建立馬賽為一支高水平的球隊。在馬賽的首個賽季，他就為馬賽打進1987–88年歐洲盃賽冠軍盃的準決賽，並在接下來的賽季獲得冠軍盃雙料冠軍的榮耀。但再次，他在兩個賽季之後又一次離開球會，簽約巴黎聖日耳門。由於傷病嚴重，伊瑪·勒魯在巴黎的首個賽季結束時以年僅30歲退役。伊瑪·勒魯參加290場法甲比賽（射入32 球），亦28次代表法國國家隊上陣（射入1球）。
退役後他迅速加入剛剛破產的母會比斯特，擔任領隊。兩年後，他離開母會，然後成為法國球會US孔卡爾諾的體育總監。
2007年4月21日，他在布列塔尼國家隊與非洲名星隊的比賽中出場。
2001年9月，伊瑪·勒魯通過參加Foot Breizh節目成為新電視頻道TV Breizh的顧問。

## 榮譽

### 球會
摩納哥
- 法國盃：1984–85（英语：1985 Coupe de France Final）

馬賽
- 法甲：1988–89（英语：1988–89 French Division 1）
- 法國盃：1988–89（英语：1989 Coupe de France Final）

### 國際賽
法國
- 歐洲國家盃：1984

## 外部連結
- （法語） French Football Federation Profile （页面存档备份，存于）